# Austrodecus tristanense
Austrodecus tristanense is een zeespin uit de familie Austrodecidae. De soort behoort tot het geslacht Austrodecus. Austrodecus tristanense werd in 1955 voor het eerst wetenschappelijk beschreven door Stock. 